# Прогрессивные организации Швейцарии
Прогрессивные организации Швейцарии (нем. Progressive Organisationen der Schweiz; фр. Organisations progressistes de Suisse) (ПОШ) — коммунистическая партия, созданная в 1969 году на волне студенческих протестов.

## История
ПОШ возникли в 1969 году в Базеле в результате слияния нескольких студенческих организаций, выступавших против «стагнации» в Швейцарской партии труда, но окончательно оформились как партия только в 1971 году на конгрессе местных и кантональных групп. ПОШ действовали преимущественно в немецкоязычной Швейцарии и пользовались поддержкой студенческой молодёжи и женщин. В 1977 году многие женские группы откололись и образовали феминистскую Организацию за дело женщин (OFRA).
Принятие программы «За демократическое обновление» (1978) и исключение из устава ссылок на марксизм-ленинизм (1983) способствовали сближению ПОШ с новыми социальными движениями, особенно зелёными. В 1987 году ПОШ окончательно дистанциировались от марксизма-ленинизма и изменили название на Прогрессивные организации Швейцарии-Зелёные (POCH-Grüne). После роспуска различных кантональных организаций большинство членов ПОШ присоединились к Партии зелёных и Социал-демократической партии Швейцарии. Последняя секция партии в Базеле распалась в 1993 году. На её основе в 1995 году была создана партия БастА.

## Результаты выборов в Национальный совет
Партия была представлена в Национальном совете (1979—1991) и в восьми кантональных советах (1971—1997).
- 1971: 0,09 % — 0 мест
- 1975: 0,99 % — 0 мест (единый список с Автономной социалистической партией)
- 1979: 1,70 % — 2 места (Парламентская группа вместе с Швейцарской партией труда)
- 1983: 2,23 % — 3 места (Парламентская группа вместе с Швейцарской партией труда)
- 1987: 1,26 % — 3 места (Парламентская группа вместе с Зелёным альянсом)
- 1991: 0,2 % — 0 мест (единый список с Зелёным альянсом и Швейцарской партией труда)